# First Snow
First Snow és un pel·lícula thriller del 2006 protagonitzat per Guy Pearce i dirigit per Mark Fergus. La pel·lícula es va estrenar el 23 de març de 2007.

## Trama
El venedor astut Jimmy Starks (Pearce) té problemes amb el cotxe en una petita ciutat de Nou Mèxic i mentre el seu cotxe és a la botiga visita l'endeví Vacaro (J.K. Simmons) per passar el pas. temps. El suposat vident li diu que aviat tindrà bona fortuna, però mirar més a fons relata la informació que el seu futur està en blanc i que està segur només fins a la primera neu de l'hivern més enllà de la qual no hi ha futur per predir. L'acte molesta Jimmy i reaviva antigues transgressions i li fa sentir que està en un curs de col·lisió amb el destí, sobretot quan un vell amic Vincent (Shea Whigham) torna d'una condemna de presó que va ser més llarga perquè Jimmy "el va vendre". Jimmy s'obsessiona per saber més sobre el seu futur i torna a visitar Vacaro, però el vell només pot dir al venedor que ha relacionat amb ell tot el que pot veure. Jimmy sent que Vincent ha tornat per matar-lo i que ha de fer alguna cosa per canviar el curs del seu futur, però Vacaro el convenç d'acceptar el seu destí.
Un tema al qual es fa referència a la pel·lícula (pel locutor de ràdio) és la idea de l'espasa de Dàmocles.

## Repartiment
- Guy Pearce com Jimmy Starks
- Piper Perabo com a Dierdre
- J. K. Simmons com Vacaro
- William Fichtner com a Ed
- Rick Gonzalez com a Andy López
- Shea Whigham com a Vincent
- Jackie Burroughs com a Maggie
- Adam Scott com a Tom Morelane
- Portia Dawson com a cambrera de taverna Marci
- Luce Rains com a Roy Harrison
- Dave Mallow (veu, sense acreditar) com a locutor de ràdio

## Recepció crítica
Pel juliol de 2022, la pel·lícula té una puntuació d'aprovació del 58% al lloc web de l'agregador Rotten Tomatoes, basada en 74 ressenyes amb una valoració mitjana de 5,9/10. El consens dels crítics del lloc web diu: "A First Snow, una premissa interessant dona pas a un noir lent i tediós que afegeix poc al gènere."

## Mitjans domèstics
First Snow es va estrenar en Blu-ray a Itàlia el 6 de juliol de 2010, França l'1 d'abril de 2011 i als Estats Units el 16 de juny de 2020.